# Jacques Glénat
Pour les articles homonymes, voir Glénat (homonymie).
Jacques Glénat, né le 21 mai 1952 à Grenoble, parfois appelé Jacques Glénat-Guttin, est un éditeur français, fondateur de la maison d'édition du même nom. Il est particulièrement connu pour son travail dans la bande dessinée.

## Biographie

### Enfance
Petit-fils de commerçants dauphinois, il est le fils adoptif de M. Guttin, médecin du travail. Jacques Glénat insiste souvent sur l'apport de sa grand-mère dans sa passion pour la bande dessinée, expliquant qu'elle l'abonne à Spirou à 12 ans et rappelant régulièrement son aide dans le montage de ses premiers fanzines.
Il est assez tôt membre de plusieurs clubs de bande dessinée, et admire notamment le fanzine Ran Tan Plan, édité par le Club des amis de la bande dessinée. L'influence de ce titre le pousse à créer Schtroumpf alors qu'il n'a que 16 ans, lançant l'image du jeune éditeur spécialiste et passionné de bande dessinée, « en culottes courtes », mot-clé repris par la suite dans toute la communication officielle du groupe. Le premier numéro est consacré à une histoire du fandom rédigée par Jacques Glénat-Guttin, grâce à ce fanzine il rencontre ceux qui seront ses bras droits pour accompagner sa carrière d'éditeur, notamment Numa Sadoul et Henri Filippini. Il entame par ailleurs des études qu'il n'achèvera pas et dont les matières changent selon les témoignages, entre pharmacie, médecine, anglais et architecture.

### Carrière d'auteur
Outre son premier article, il écrit dans Schtroumpf durant quelques numéros : une histoire du journal Risque-Tout, un article sur Little Nemo, des brèves, etc. Mais il cesse rapidement d'écrire des articles, se contentant de participer ponctuellement aux entretiens, et se consacre à la gestion de l'édition. Il écrit toutefois un article d'échos dans le Robidule n° 2 (1972, fanzine où publie aussi Bernard Hislaire), puis devient chroniqueur sur l'actualité de la bande dessinée pour Charlie Mensuel de 1971 à 1974. Il y rend compte de la vie des fanzines, s'attirant régulièrement des moqueries de Georges Wolinski, pourtant rédacteur en chef. Il est renvoyé du magazine dans des circonstances floues, selon lui à cause d'un entretien avec Goscinny publié dans Schtroumpf dans lequel le rédacteur en chef de Pilote attaquait Charlie. Yves Frémion reprend sa chronique et Jacques Glénat ne produira presque plus jamais d'articles, hormis dans l'Histoire de la Bande dessinée en France et en Belgique, publiée en 1980, et pour préfacer quelques ouvrages.

### Éditions Glénat
En 1972, il publie les premiers albums des éditions Glénat, obtenant un grand succès avec celui de Claude Serre. Récompensé par le prix du meilleur éditeur français lors du Festival d'Angoulême 1974, il transforme sa maison d'édition en SARL au capital de 20000 francs, dont 6000 apportés par ses parents.
Les éditions Glénat rachètent de nombreuses maisons d'édition de bande dessinée mais aussi de vie pratique, notamment de beaux livres liés à la montagne et à la mer. En 2006, Jacques Glénat devient actionnaire à 18 % de TV8 Mont-Blanc, il crée par ailleurs la Fondation Glénat en septembre 2012 afin d'acquérir des œuvres d'art et de présenter des expositions dans le Couvent Sainte-Cécile de Grenoble, récemment réhabilité en siège-social. 

### Divers
En avril 2018, le groupe ACME (groupe universitaire de recherche international sur la bande dessinée) tient une journée d'étude sur Jacques Glénat et son impact à l'Université de Liège. Il s'agit du premier travail universitaire collectif centré sur l'éditeur.

## Condamnation pour évasion fiscale
En avril 2016, son nom ressort dans l'affaire des Panama Papers, au cours de laquelle est  révélé qu'il a acheté la société Getway S.A., spécialisée dans l'achat d'art et possédant un compte domicilié aux Seychelles (un paradis fiscal), en 2009. Il l'utilise jusqu'en 2014 afin d'acheter et de placer des tableaux de maîtres et de l'ébénisterie ancienne. Jacques Glénat dénonce initialement un « amalgame scandaleux », expliquant que ses actions sont légales et que le compte a été déclaré puis clôturé, puis reconnait qu'il était « parfaitement conscient du montage délictueux et des conséquences fiscales ». Selon le parquet national financier, cette fraude a permis la dissimulation de 9,9 millions d'euros et la perception « illégale » de 4 millions d’euros de dividendes. Il est ainsi condamné pour évasion fiscale à dix-huit mois de prison avec sursis.

## Ouvrages
- Histoire de la Bande dessinée en France et en Belgique, avec Thierry Martens, Henri Filippini et Numa Sadoul, Glénat, 1980.

## Prix
- 1974 : Prix de l'éditeur français du Festival d'Angoulême.

## Distinctions
- Chevalier de la Légion d'honneur (14 juillet 2018)[15]. En juillet 2025, il est suspendu pour une durée de six ans de l'ordre[16].
- Chevalier de l'ordre du Mérite culturel de Monaco (18 novembre 2021)[17]